# Wiciebski centralny spartyuny kompleks
Wiciebski centralny spartyuny kompleks (biał. Віцебскі цэнтральны спартыўны комплекс, ros. Витебский центральный спортивный комплекс; Witiebskij cientralnyj sportiwnyj komplieks) – wielofunkcyjny stadion sportowy w Witebsku na Białorusi. Głównie wykorzystywany jest do gry w piłkę nożną. Swoje mecze rozgrywa na nim FK Witebsk. Pojemność stadionu, zadaszonego w 69%, wynosi 8265 widzów (z czego 8144 to miejsca siedzące).